# PowerBook G4 17"
Lancé en janvier 2003 lors de la Macworld Expo de San Francisco, le PowerBook G4 17" était le premier ordinateur portable à intégrer un écran panoramique d'une diagonale de 17 pouces.
En octobre 2005, le PowerBook G4 17" adopta une nouvelle dalle de meilleure qualité et d'une meilleure résolution (celle-ci passe alors de 1440 × 900 à 1680 × 1050, soit 26 % de pixels en plus). L'autonomie fut aussi optimisée pour gagner une heure. Le modèle SuperDrive supporte maintenant la gravure des DVD double couche.
Avec la sortie du MacBook Pro en février 2006, il est l'avant dernier modèle de la gamme PowerBook à avoir été produit. Il s'est arrêté en avril 2006 alors que le modèle 12" s'est arrêté en mai 2006 et le modèle 15" en février 2006.

## Caractéristiques
- processeur : PowerPC G4 cadencé entre 1,0 et 1,67 GHz
- adressage 32 bit
- bus système 64 bit à 167 MHz
- mémoire cache de niveau 1 : 64 Kio
- mémoire cache de niveau 2 : 256 ou 512 Kio cadencée à la vitesse du processeur
- mémoire cache de niveau 3 : 1 Mio sur certains modèles
- mémoire morte : 1 Mio pour le démarrage, les autres instructions sont chargées en mémoire vive
- mémoire vive : 512 Mio en configuration de base, extensible à 2 Gio
- carte vidéo AGP 4x avec 64 ou 128 Mio de mémoire vidéo
- écran LCD 17" à matrice active (format panoramique 16:10)
- résolution d'affichage (résolution native) :
  - avant octobre 2005 : 1440 × 900
  - après octobre 2005 : 1680 × 1050
- disque dur Ultra ATA/100 de 60 à 120 Go
- lecteur Superdrive (graveur DVD et CD)
- modem 56 kbit/s V92
- carte AirPort 54 Mbit/s (norme IEEE 802.11b et g)
- Bluetooth 1.1 ou 2 intégré
- clavier rétro-éclairé par fibres optiques
- slots d'extension :
  - 1 connecteur mémoire de type SDRAM DDR PC2700 ou DDR2 PC4200  (format SO-DIMM)
- connectique :
  - 1 port FireWire 800 Mbit/s
  - 1 port FireWire 400 Mbit/s
  - 2 ports USB ou USB 2
  - port Ethernet 10/100/1000BASE-T
  - 1 port PCMCIA
  - sortie son : stéréo 16 bit
  - entrée son : stéréo 16 bit
  - sortie vidéo DVI (adaptateur vers VGA fourni)
  - sortie S-Video (adaptateur vers Composite inclus)
  - sortie vidéo composite
- microphone intégré
- haut-parleur stéréo
- batterie Lithium Ion de 55 ou 58 Wh lui assurant environ 4,5 ou 5,5 heures d'autonomie
- dimensions : 2,6 × 39,2 × 25,9 cm
- poids : 3,1 kg
- systèmes supportés : à partir de Mac OS X 10.2.4